# Frontpartij
Die Frontpartij (niederländisch für Frontpartei) war eine separatistische Partei in Belgien. Sie wurde in Folge des Ersten Weltkriegs gegründet und war die erste Partei, die einen flämischen Nationalismus propagierte. Im Gegensatz zu einigen ihrer Nachfolgeorganisationen bekannte sie sich jedoch eindeutig zu den Prinzipien der Demokratie.

## Geschichte
Während des Ersten Weltkriegs war der größte Teil Belgiens von deutschen Truppen besetzt;  die belgische Armee hielt nur das Yser-Gebiet.  
Unter den flämischsprachigen Soldaten der belgischen Armee entstand die Frontbeweging, die sich gegen die ausschließliche Verwendung des Französischen als Kommandosprache richtete. Von den Generälen wurde diese Bewegung unterdrückt, da man eine anti-belgische Ausrichtung befürchtete. Nach Kriegsende entstand aus der inzwischen stark angewachsenen Bewegung eine reguläre Partei. Ihre Ideologie wurde dem linken Spektrum zugeordnet und enthielt starke sozialistische Komponenten. 
Bei der belgischen Parlamentswahl am 16. November 1919 erhielt die Frontpartij 3,5 % der Stimmen und 5 der 186 Sitze in der Abgeordnetenkammer. Bei der Wahl 1921 erhielt sie 4 Sitze, 1925 6 Sitze, 1929 11 Sitze und 1932 8 Sitze. 
Die Partei verlor durch Abspaltungen wie Verdinaso, die autoritäre bis faschistische Positionen vertraten, an Bedeutung. 1933 ging die Frontpartij im rechtskonservativen Flämischen Nationalverband auf.